# André Lagarrigue
André Lagarrigue (Aurillac, Auvergne, 1924 — Orsay, Île-de-France, janeiro de 1975) foi um físico de partículas experimental francês.
Lagarrigue estudou a partir de 1945 na École Polytechnique. Após a formatura trabalhou no laboratório de Louis Leprince-Ringuet, que investigava raios cósmicos. Obteve um doutorado sob orientação de Charles Peyrou, construindo em sua tese uma câmara de Wilson para investigação de raios cósmicos. Esteve na Universidade da Califórnia em Berkeley, onde pesquisou o Bevatron com William Fretter. Em 1955 voltou para a França no laboratório de Louis Leprince-Ringuet. Trabalhou com a construção de detectores de bolhas primeiro no Acelerador Saturno no Centro de Pesquisas Nucleares de Saclay, e depois a partir de 1961 no CERN. Foi na época com Albert Messiah um dos físicos na França que modernizou desde a base a formação em física nas universidades. Mais tarde foi também dirigente de uma comissão encarregada de reformar o ensino da física nos ginásios (Commission Lagarrigue). Em 1964 foi professor no novo campus da Universidade de Paris em Orsay, onde dirigiu de 1969 a 1975 o Laboratório de Aceleração Linear (Laboratoire de l'accélérateur linéaire). Foi um dos iniciadores do experimento Gargamela, uma grande câmara de bolhas no CERN, construída pelo Commissariat à l’énergie atomique et aux énergies alternatives (CEA) e instalado em 1970 no CERN. Lagarrigue fez parte de diversas comissões no CERN. Com ele foram descobertos em 1973 correntes neutras fracas (Bóson Z).
Morreu em 1975 vitimado por um ataque cardíaco após uma aula em Orsay.
Em 1975 foi o segundo a receber o Prêmio Ampère da Académie des Sciences.